# CS-240
De CS-240 (Carretera Secundaria 240) is een secundaire weg in Andorra. De weg verbindt Canillo met de Coll d'Ordino en is ongeveer negen kilometer lang.
De weg is onderdeel van de route tussen Canillo en Ordino.